# شهرستان دمت
ناحیهٔ دمت (به عربی: مدیریة دمت) یک ناحیه در یمن است که در استان ضالع واقع شده‌است.
ناحیهٔ دمت ۶۰٬۹۴۴ نفر جمعیت دارد.